# Bredene-Dorp
Bredene-Dorp is een deel van de gemeente Bredene, aan de Belgische kust. Het ligt ongeveer 2 km ten zuidoosten van Bredene-Duinen. Sas-Slijkens, het derde deel van Bredene ligt aan de zuidzijde van  het dorp.

## Historiek
Bredene-Dorp is het oudst bewoonde deel van de gemeente. Mensen begonnen zich rond het einde van de 10e eeuw op deze plaats te vestigen toen de dreiging van de Vikingen wegviel. Het gebied dat noordelijker lag en nu Bredene-Duinen wordt genoemd bleef door transgressies tot ver in de 19e eeuw zo goed als onbewoond. Onder meer in de 4e eeuw zorgde een transgressie ervoor dat enkel het gebied Oudergem-Ettelgem droog bleef. Eerste bewoners kozen voor hoger gelegen gebieden, gevormd door zandophopingen met minder kans op overstromingen door de zee. Het hoogst gelegen gebied in Bredene is waar de Sint-Rikierskerk van Bredene-Dorp werd gebouwd. Een keure betreffend de stichting van de priorij (zie lager) vermeldt dat de kerk in 1087 ex-antiquo (sinds meer dan een generatie) bestond, dus voor de tijd van het bewind van Robrecht de Fries, de stichter van menige kerken in deze gewesten.

### Eerste dijk
De transgressie Duinkerkiaan3 brachten in de 10e-11e eeuw overstromingen waarbij de duinen nabij Nieuwpoort werden doorgebroken en een krekengebied ontstond. Ook in Bredene legde men voor het eerst een dijk aan die vanaf de duinen ten westen van het dorp naar de Blauwe Sluis en Plassendale en verder naar Oudenburg liep. De huidige Duinenstraat, Sluizenstraat en Oudenburgsesteenweg volgen dit traject.

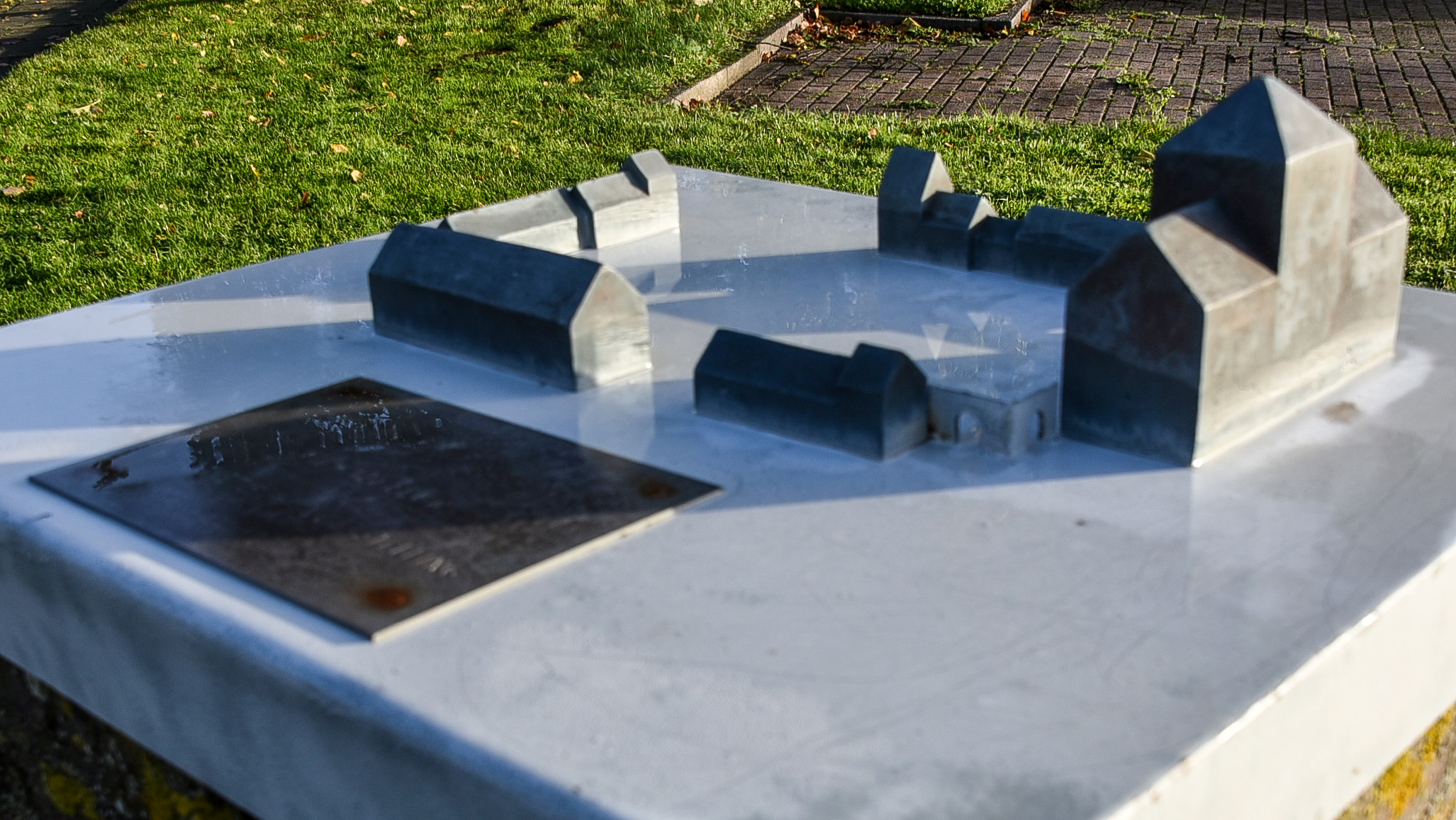
Hypothetische voorstelling van de priorij

### Voormalige priorij
Monniken van de abdij van Saint-Riquier stichtten in 1087 bij het eerste kerkje een priorij. Dat gebeurde door de toewijding van de bisschop van Noyon en Doornik van de "prochie" Bredene aan de benedictijnen van Saint-Riquier. In het boek "De nauwkeurige beschrijving van de oude en beroemde zeestad Oostende uit 1792 schrjft J. Bovens:

Deze priorij was toebehorende en stond onder het patronaatschap van de abt van Saint-Riquiers de Ponthieu die aldaar tot heden het recht van thiendeheffing heeft. Van deze priorije heeft haar oorsprong genomen de abdije van Doust

De priorij van Bredene onderhield lang contact met de benedictijnen van Ter Doest tot de laatste in 1174 overging naar de orde van de cisterciënzers als dochterstichting van de abdij ten Duinen te Koksijde. Ze is hiermee ouder dan beide abdijen en de commanderie van Slijpe. Ze kan dan ook worden aanzien als een van de eerste evengelisatiekernen van de Vlaamse kustvlakte. De priorij  bestond uit een huis met boerderij, erf met zaaigrond en weiden. Twaalf monniken verbleven er, waaronder een prior en een subprior. In 1196 trad er reeds verval in door een tussen graaf Boudewijn IX langs de ene kant, en Stefaan, de bisschop van Noyon en Doornik en de Franse koning Filips II. De Franse monniken zullen hierdoor hoogstwaarschijnlijk Bredene zijn ontvlucht.
In 1206 liet de abdij van Saint-Riquier de priorij herstellen. Tussen 1566 en 1572 werd ze verwoest door beeldenstormers, muitende Spanjaarden of vrijbuiters. De intussen verdwenen hoeve Priorijhof, die men bouwde op de restanten verwees nog naar de priorij. Ook de begraafplaats in de buurt verwijst ernaar.

## Kaart

Bredene, kernen en buurgemeenten. De gele gebieden zijn bebouwde kernen

| Nr. | Naam           |
| --- | -------------- |
| I   | Bredene-Dorp   |
| II  | Bredene-Duinen |
| III | Sas-Slijkens   |

## Bezienswaardigheden
- Sint-Rikierskerk
- Muurschilderingen van Annie Vanhee
- Monument voor Zeger Janszoone
- Vicognehoeve: een voormalig buitengoed van de abdij van Vico(i)gne bij Valenciennes

## Galerij

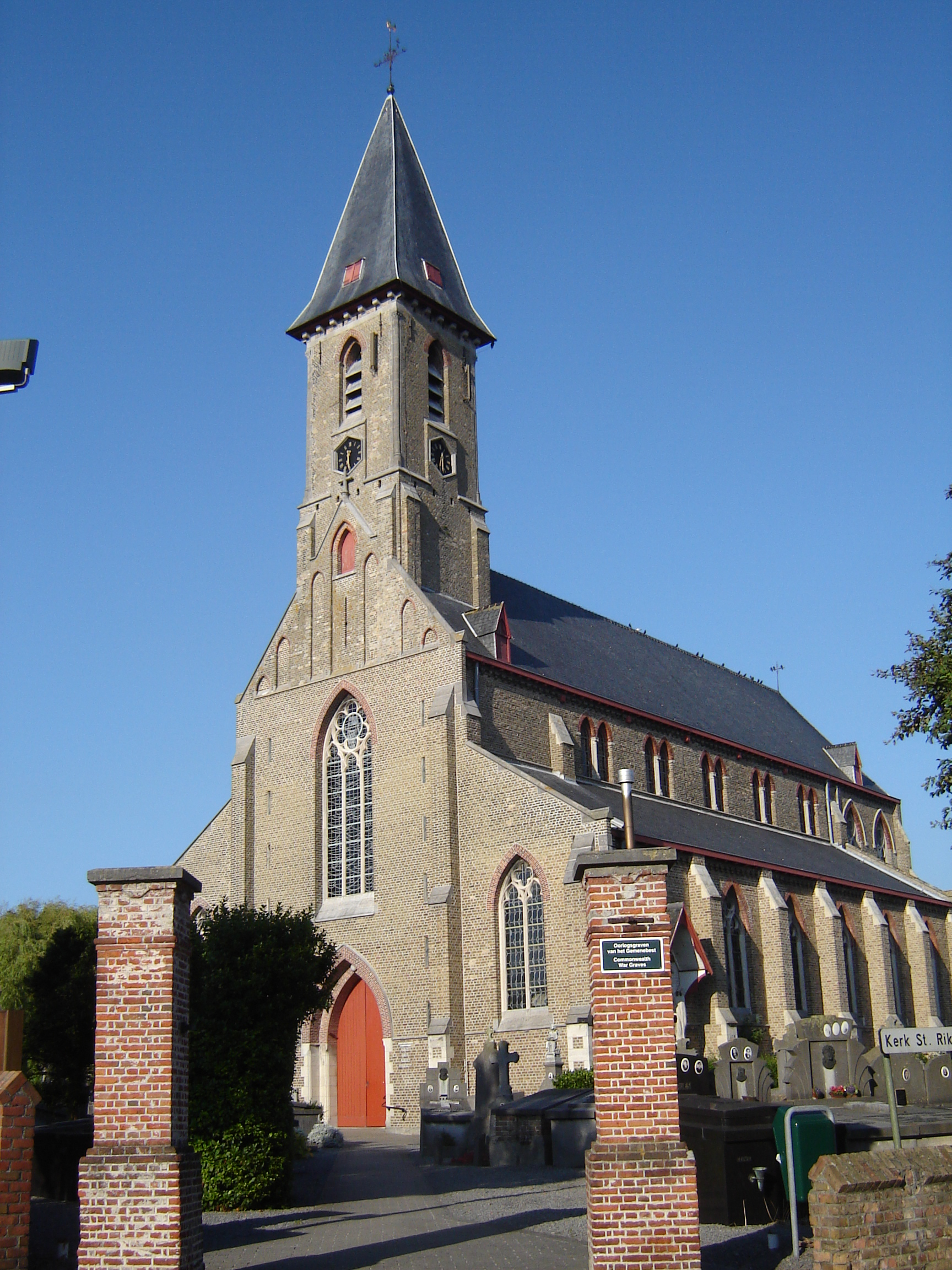
Sint-Rikierskerk
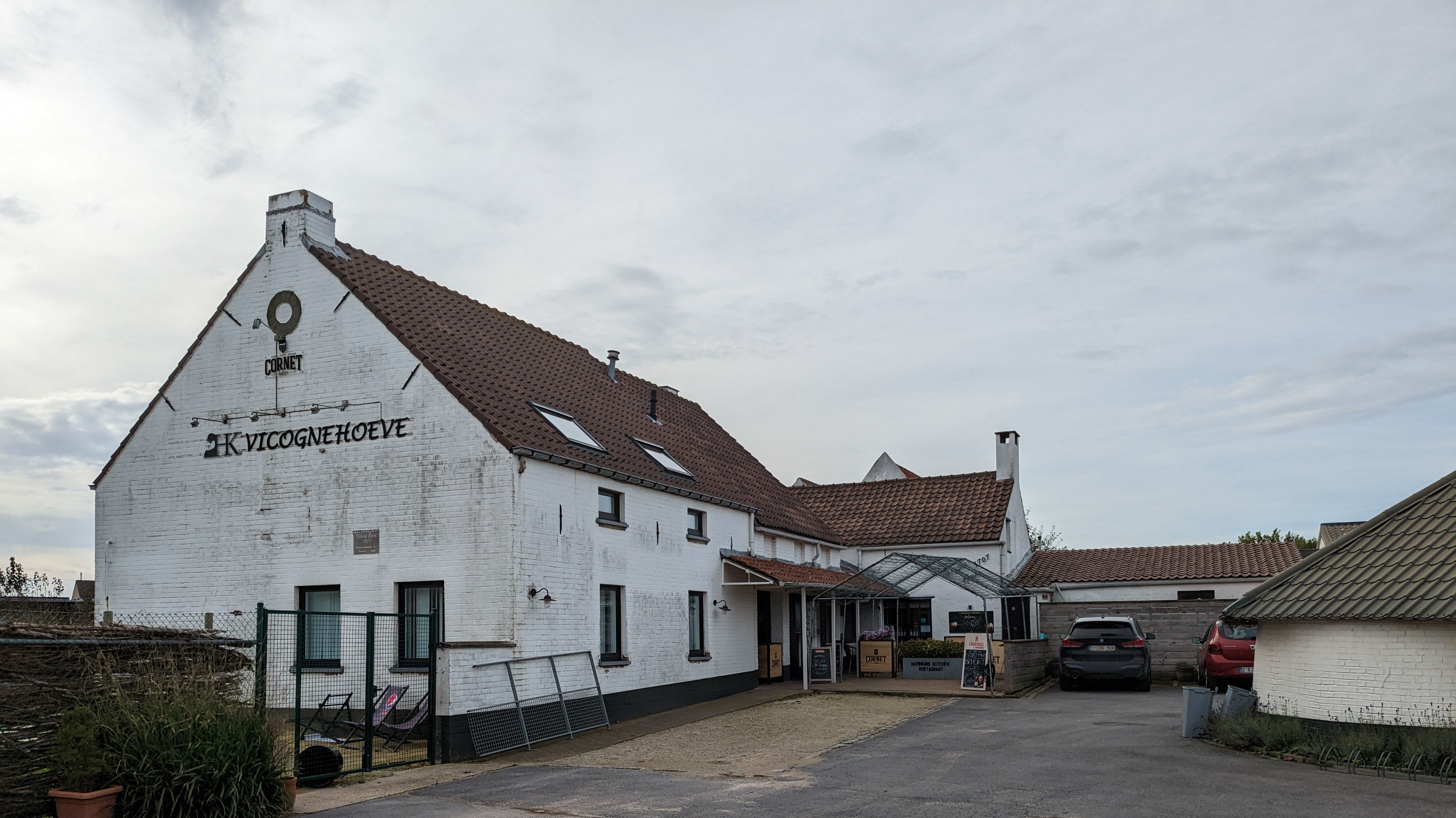
De Vicognehoeve
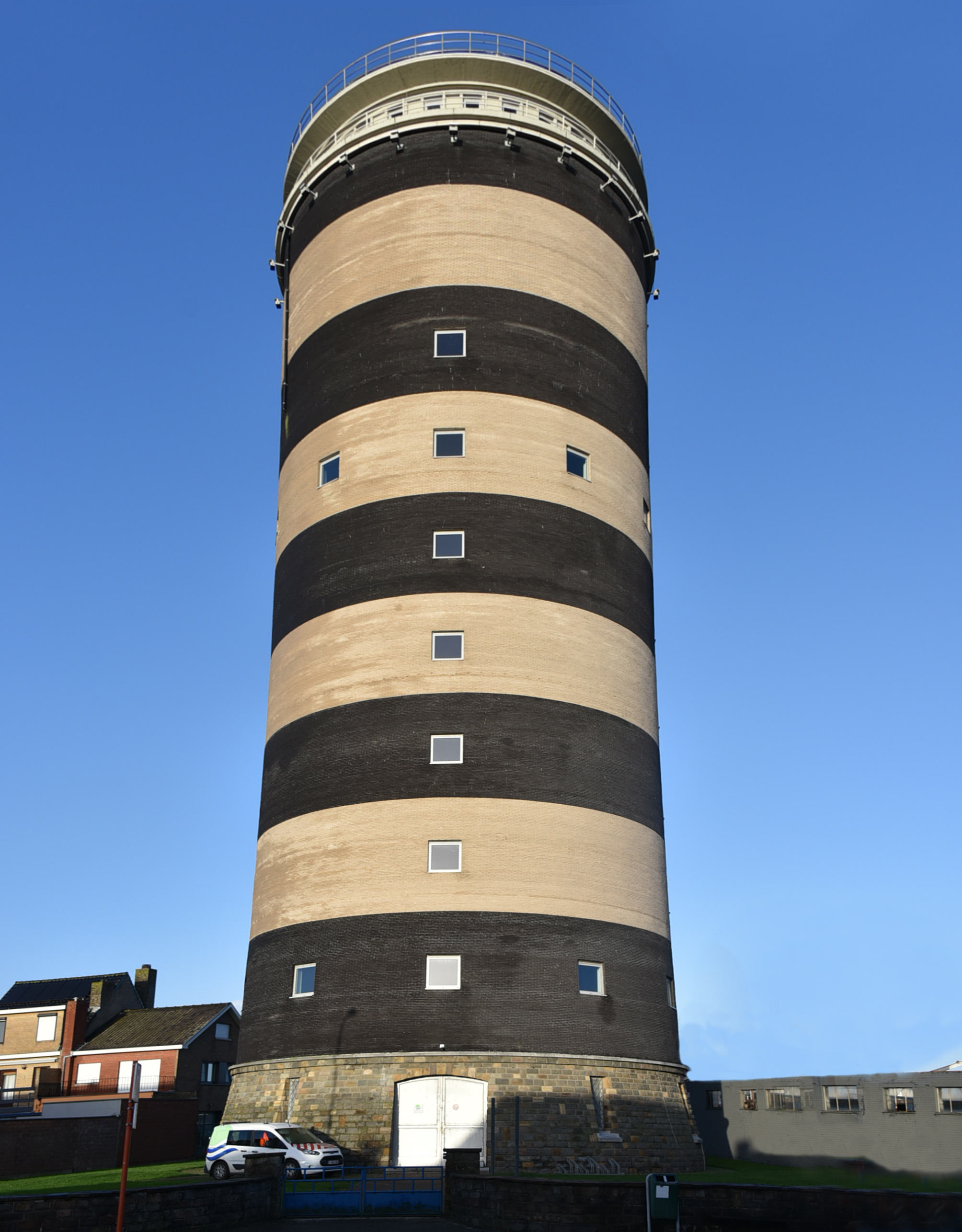
Watertoren Bredene-Dorp
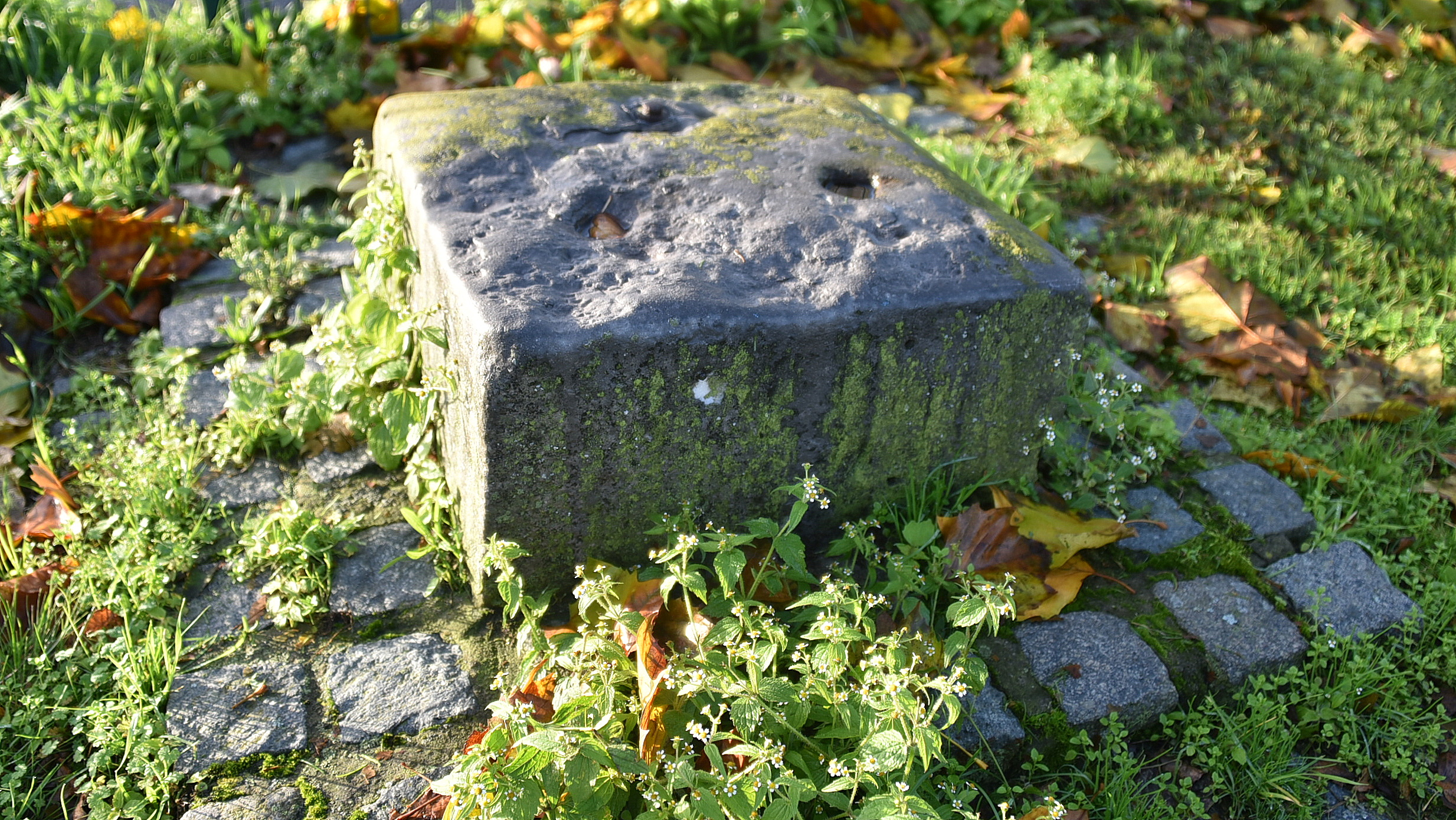
Roepsteen in Bredene-Dorp